# Katherine Nye
Katherine Elizabeth Nye (5 de enero de 1999) es una deportista estadounidense que compite en halterofilia.
Participó en los Juegos Olímpicos de Tokio 2020, obteniendo una medalla de plata en la categoría de 76 kg. Ganó una medalla de oro en el Campeonato Mundial de Halterofilia de 2019, en la categoría de 71 kg

## Palmarés internacional
| Juegos Olímpicos   | Juegos Olímpicos    | Juegos Olímpicos | Juegos Olímpicos |
| Año                | Lugar               | Medalla          | Categoría        |
| ------------------ | ------------------- | ---------------- | ---------------- |
| 2020               | Tokio (Japón)       | Medalla de plata | 76 kg            |
| Campeonato Mundial |                     |                  |                  |
| Año                | Lugar               | Medalla          | Categoría        |
| 2019               | Pattaya (Tailandia) | Medalla de oro   | 71 kg            |